# Передмістя (телесеріал)
Передмістя (англ. Suburgatory) — американський комедійний телесеріал, автором ідеї якого є Емілі Капнек. Прем'єра відбулась 28 вересня 2011 року, останній епізод вийшов 14 травня 2014 року.

## Сюжет
Розлучений батько Джордж Альтман вирішує переїхати з Нью-Йорка до передмістя в надії забезпечити доньці-підлітку Тессі краще життя. Однак, побачивши, яким «ідеальним» є їхній новий район, Тесса невільно задумується, що вони щойно перебралися до світу зі «степфордськими дружинами» як сусідами.

## Персонажі
- Джордж Альтман (Джеремі Сісто) — розлучений батько, архітектор з Нью-Йорка, який вирішує перебратися до передмістя, щоб забезпечити доньці, Тессі, краще життя.
- Тесса Альтман (Джейн Леві) — дочка Джорджа, яка не в захваті від їхнього нового місця проживання.
- Далія Опра Ройс (Карлі Чайкін) — матеріалістична, схиблена на моді дівчина, яка є однокласницею Тесси та її суперницею.
- Ліза Марі Шей ЛеФрік (Еллі Грант) — нова найкраща подруга Тесси, незграбна та присоромлена власною родиною дівчина.
- Даллас Ройс (Шеріл Гайнс) — мати Далії, сусідка, а пізніше й дівчина Джорджа.
- Шейла Шей (Анна Гастейер) — настирлива сусідка Джорджа і Тесси, дружина Фреда і мати Лізи.
- Фред Шей (Кріс Парнелл) — чоловік Шейли та батько Лізи.
- Ноа Вернер (Алан Тудик) — найкращий друг Джорджа, стоматолог; переїхав до передмістя на кілька років раніше за Джорджа, тому часто допомагає йому зрозуміти тамтешню культуру.
- Містер Вульф (Рекс Лі) — шкільний методист, який часто консультує Тессу.